# Tentation du Christ

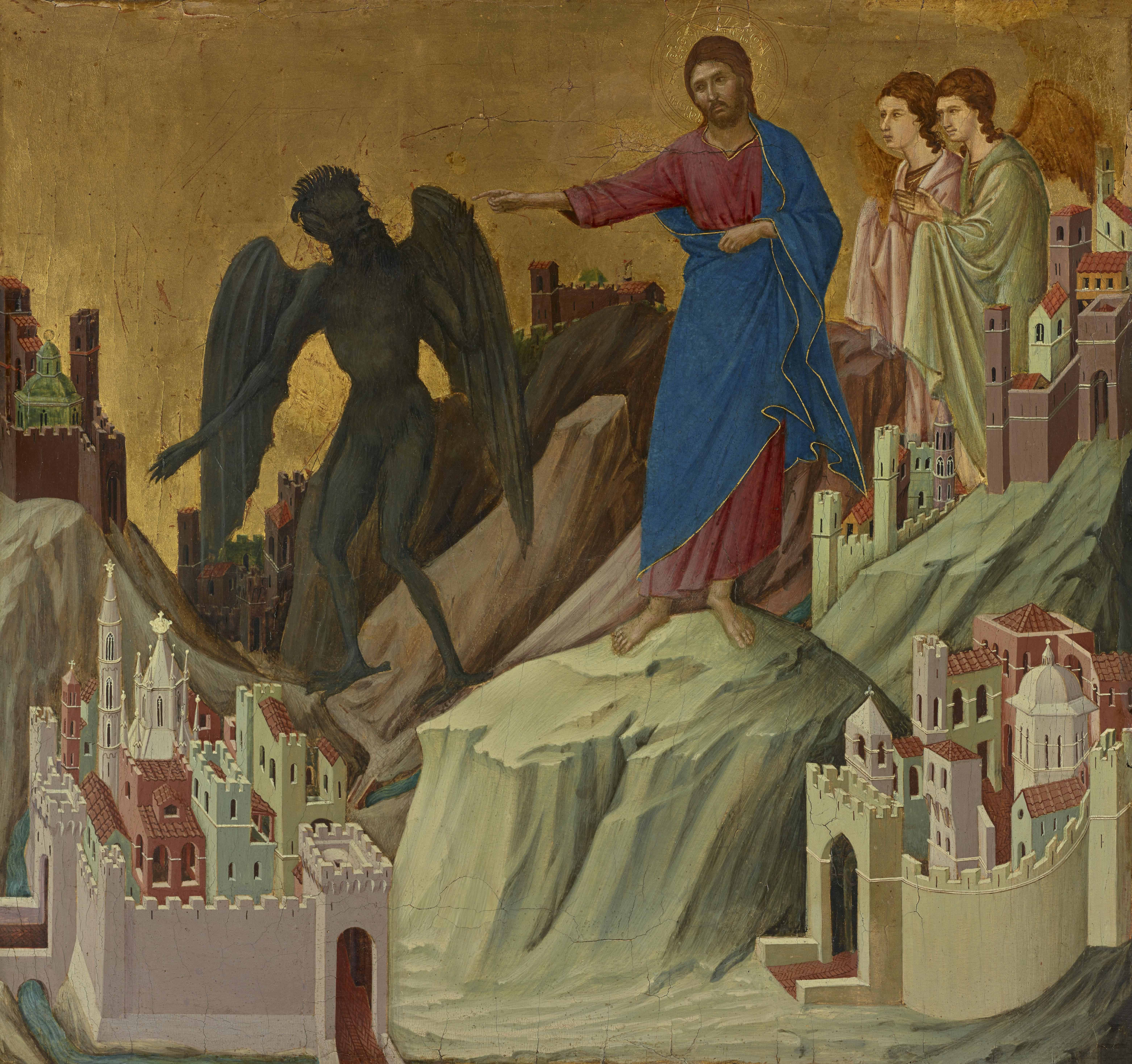
La tentation sur la montagne par Duccio (v. 1310).

La tentation du Christ (ou les tentations, au pluriel) est un épisode de la vie de Jésus de Nazareth, telle que décrite dans les trois Évangiles synoptiques, qui relate le séjour de Jésus au désert et sa tentation par le diable.

## Les textes

### Évangiles synoptiques
L'épisode est relaté brièvement dans l'Évangile selon Marc, et avec beaucoup plus de détails dans les Évangiles selon Matthieu et selon Luc, qui sont plus tardifs. La scène se situe juste après le baptême du Christ, pendant lequel l'Esprit est descendu sur lui.
Dans Mc 1 aux versets 12-13, l'Esprit pousse Jésus au désert, dans lequel il est tenté quarante jours par Satan, vivant parmi les bêtes sauvages, avec des anges qui le servent.
Dans Mt 4 aux versets 1-11, c'est le diable qui tente Jésus, après quarante jours de jeûne. Trois suggestions lui sont faites : transformer des pierres en pain, pour calmer sa faim ; se jeter du sommet du Temple de Jérusalem (pour voir si Dieu le protège et retient sa chute) ; s'incliner et se prosterner devant le diable pour obtenir le pouvoir sur tous les royaumes du monde. Jésus refuse à chaque fois en citant un passage du livre du Deutéronome. Le diable le quitte alors et des anges viennent le servir.
Dans Lc 4 aux versets 1-13, le récit est très similaire à celui de Matthieu, sauf que la deuxième et la troisième tentation sont interverties, peut-être pour terminer le récit à Jérusalem, ville où Jésus sera crucifié. Luc ajoute 4:13 « Après l'avoir tenté de toutes ces manières, le diable s'éloigna de lui jusqu'à un moment favorable ». (Louis Segond 1910)

### Évangile selon Jean
Les tentations dans le désert comptent parmi les plus importantes omissions dans l'Évangile de Jean. Néanmoins, certains auteurs ont détecté des relations entre les trois tentations de Matthieu et des incitations dans le quatrième Évangile.
Par exemple :

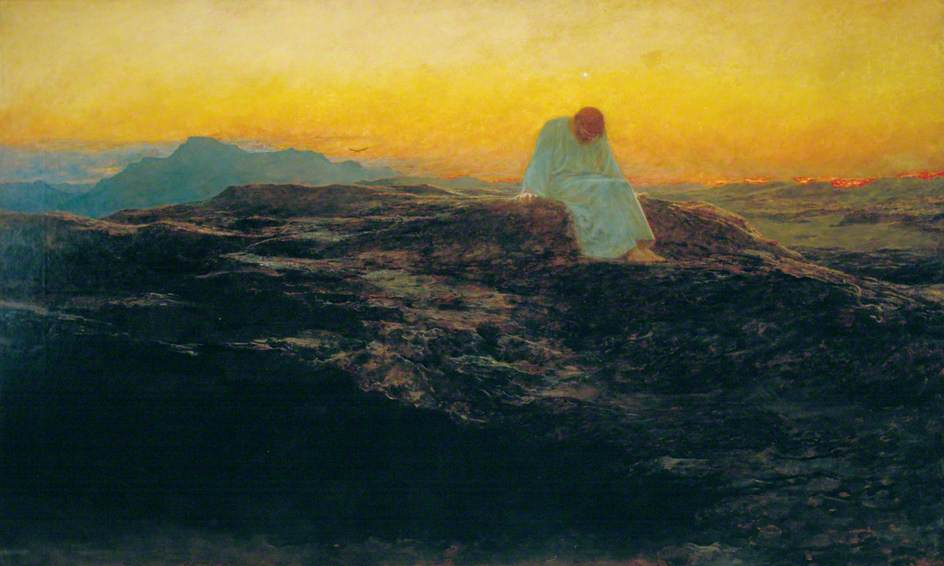
Le Christ au désert (Rivière, 1898).

- Tentation de transformer les pierres en pain → Jean 6:26,31 incitation à faire manne dans le désert.
- Tentation de sauter en bas du temple → Jean 2:18 incitation à effectuer un signe messianique dans le temple.
- La tentation de prendre les royaumes du monde → Jean 6.15 « Et Jésus, sachant qu'ils allaient venir l'enlever pour le faire roi, se retira de nouveau sur la montagne, lui seul. »

## Analyses

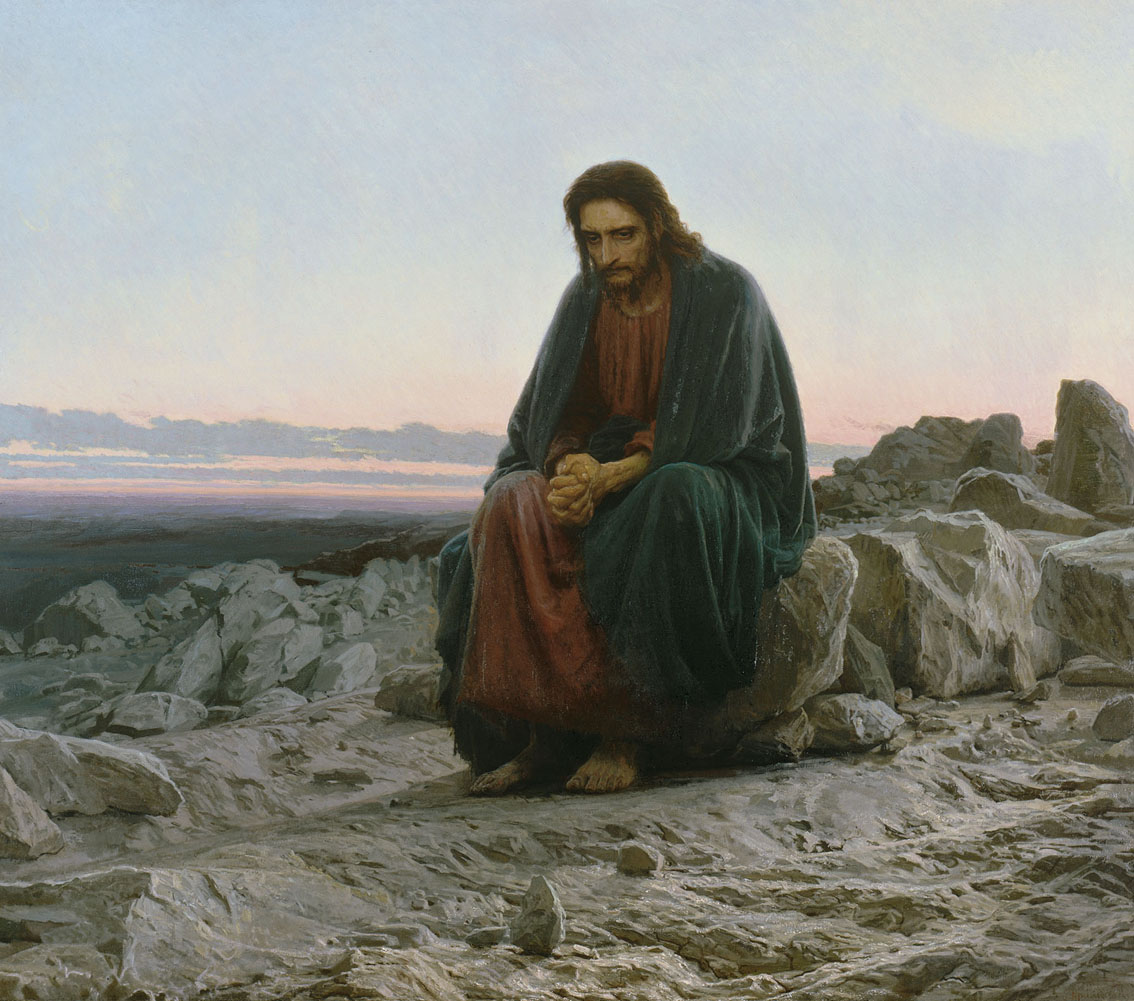
Le Christ dans le désert par Ivan Kramskoï (1872).

Dès le IIe siècle, Irénée de Lyon analyse dans son traité Contre les hérésies la résistance du Christ à la tentation comme la victoire finale contre le diable qui avait provoqué la chute d'Adam. Le Christ peut donc être considéré comme le nouvel Adam (« ...de même que la mort avait triomphé de nous par un homme, de même à notre tour nous avons triomphé de la mort par un homme. »).
De nombreux commentaires ont été faits par les théologiens des premiers siècles (Origène, Augustin d'Hippone...), dont beaucoup sont cités par Thomas d'Aquin dans sa Somme théologique, vers 1270 : il y propose des réponses aux questions de la raison de la tentation, du lieu et du moment, du genre et de l'ordre des tentations.
Chez Jean Calvin, au XVIe siècle, ce passage des Évangiles est l'occasion de souligner que les tentations, même si elles ne sont pas suscitées directement par Dieu, sont voulues par lui (c'est d'ailleurs ce que disaient déjà Thomas d'Aquin et Irénée de Lyon).
Dans le Catéchisme de l'Église catholique de 1992, l'accent est remis sur le parallèle entre la tentation du Christ, celles d'Adam et des Hébreux dans le désert. Par obéissance à Dieu son Père, Jésus, nouvel Adam, résiste à Satan. Cette victoire anticipe sa passion.
De nombreux auteurs anglo-saxons, principalement unitariens (John Simpson 1804, John Epps 1842), rationalistes (Isaac Newton, Thomas Hobbes 1651) ou latitudinaires (Arthur Ashley Sykes 1737, Hugh Farmer 1761) ont vu les trois tentations comme une parabole, ayant une origine soit de Matthieu ou de Jésus lui-même, pour décrire les quarante jours de préparation avant son ministère au sein du peuple.

## Influences

### Dans la tradition chrétienne
Dans le calendrier chrétien, les quarante jours de jeûne du Christ sont à l'origine du temps du Carême.

### Dans l'art
La tentation du Christ a été un sujet fréquemment choisi dans l'art et la littérature de culture chrétienne :
- De nombreux peintres ont représenté des passages des tentations.
- Dans Le Grand Inquisiteur, un chapitre des Frères Karamazov (1880) de Fiodor Dostoïevski, l'Église est présentée comme une acceptation de la tentation de puissance qu'avait refusée le Christ, sous le prétexte que les hommes ne sont pas capables d'assumer leur liberté.
- Le roman La Dernière Tentation (1951) de Níkos Kazantzákis et son adaptation au cinéma la Dernière Tentation du Christ (1988) de Martin Scorsese présentent un Christ qui est confronté, au moment de sa crucifixion, à la tentation de mener une vie d'homme du commun en renonçant à sa mission et en se mariant avec Marie de Magdala. Dernière tentation dont il triomphe en renonçant à ce fantasme (qui a fait scandale dans sa mise en scène), et en acceptant sa mission.
- Dans le film Jésus de Montréal (1989) de Denys Arcand, l'acteur jouant Jésus est emmené au sommet d'un gratte-ciel par un avocat qui lui propose de lucratifs contrats s'il accepte de le servir.
- Dans l'Évangile selon Pilate (2000) d'Éric-Emmanuel Schmitt, Yéchoua rencontre Dieu en lui-même pendant son séjour au désert, mais doute le trente-neuvième jour, en se rendant compte qu'il est incapable de s'assurer que c'est Dieu ou Satan qui lui parle.
- Dans le film Les Derniers Jours dans le désert (Last Days in the Desert) (2015) de Rodrigo García, Jésus est représenté lors de ses 40 jours de jeûne dans le désert, un démon l'accompagnant. Il rencontre sur son chemin une famille en difficulté, il décide de passer plusieurs jours à ses côtés. Cela l'amène à se questionner face à la situation de crise de cette famille.